# 農布雷德迪奧斯 (聖伊薩貝爾區)

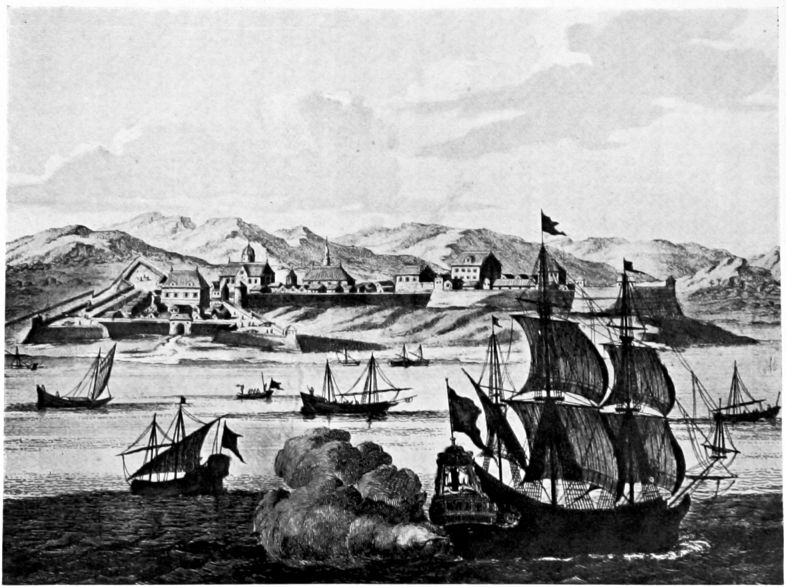
農布雷德迪奧斯，1672年的插圖

農布雷德迪奧斯（西班牙語：Nombre de Dios），是巴拿馬的城鎮，位於該國中部，由科隆省的聖伊薩貝爾區負責管轄，面積727.2平方公里，2010年人口3,645，人口密度每平方公里5人。